# 37588 Lynnecox
37588 Lynnecox è un asteroide della fascia principale. Scoperto nel 1991, presenta un'orbita caratterizzata da un semiasse maggiore pari a 2,4305295 UA e da un'eccentricità di 0,2548110, inclinata di 22,53946° rispetto all'eclittica.
L'asteroide è intitolato alla nuotatrice statunitense Lynne Cox.